# بلدة أوكونتو فولز (ويسكونسن)
أوكونتو فولز (بالإنجليزية: Oconto Falls (town), Wisconsin)‏ هي بلدة تقع بولاية ويسكونسن في الولايات المتحدة. تبلغ مساحتها 84.9 (كم²)، وترتفع عن سطح البحر 250 م، بلغ عدد سكانها 1139 نسمة في عام 2000 حسب إحصاء مكتب تعداد الولايات المتحدة وتصل الكثافة السكانية فيها 13.6 نسمة/كم2.

## وصلات خارجية
- The US50 - Cities and Towns in Wisconsin State
- Wisconsin Cities and Towns, Facts, Map, Flag, Colleges, Government, and More